# Goniada hexadentes
Goniada hexadentes är en ringmaskart som beskrevs av Böggemann och Eibye-Jacobsen 2002. Goniada hexadentes ingår i släktet Goniada och familjen Goniadidae. Inga underarter finns listade i Catalogue of Life.